# Secondo viaggio del HMS Beagle
Il secondo viaggio del HMS Beagle, dal 27 dicembre 1831 al 2 ottobre 1836, fu la seconda spedizione esplorativa compiuta con il brigantino HMS Beagle. Charles Darwin prese parte al viaggio intorno al mondo e compì le osservazioni naturalistiche che lo portarono a sviluppare la teoria dell'evoluzione per selezione naturale.
Il Beagle, al comando di Robert FitzRoy, attraversò l'Oceano Atlantico, compì dettagliate rilevazioni idrografiche lungo le coste della parte meridionale del Sud America, poi passò l'Oceano Pacifico, raggiunse Tahiti e l'Australia per poi concludere la circumnavigazione del globo. La spedizione era inizialmente pianificata per durare due anni, ma in realtà ne furono impiegati ben cinque.
Darwin passò gran parte del tempo in esplorazioni sulla terraferma; tre anni e tre mesi sulla terra, diciotto mesi in mare. Queste ricerche lo resero famoso come naturalista, ma ottenne anche un'ottima reputazione come geologo e collezionista di fossili. La pubblicazione delle sue osservazioni ebbe molto successo e divenne un classico della letteratura con il nome The Voyage of the Beagle.

## Il primo viaggio
La Beagle salpò una prima volta il 22 maggio 1825.
La spedizione di ricognizione in Sudamerica era stata compiuta con l'HMS Adventure sotto il comando generale del capitano di vascello australiano Phillip Parker King. 
La missione era quella di scortarla in un'esplorazione idrografica della Patagonia e della Terra del Fuoco.
Il tenente di vascello Robert FitzRoy,  prese il comando della nave durante il primo viaggio del Beagle, dopo il suicidio del capitano Pringle Stokes.
Tornò in Inghilterra nel 1830.

## Preparativi
Il 25 giugno 1831 il ventiseienne FitzRoy fu nominato comandante della seconda spedizione, effettuata con il solo Beagle.
Era stato infatti inizialmente stabilito che l'HMS Chanticleer avrebbe compiuto la seconda spedizione sudamericana, ma date le sue cattive condizioni fu soppiantata dal Beagle. Il Beagle fu commissionato il 4 luglio 1831 sotto il comando del Capitano Robert FitzRoy, con i luogotenenti John Clements Wickham e Bartholomew James Sulivan.
Fitzroy, temendo che la solitudine lo portasse ad una analoga depressione, chiese a Francis Beaufort, organizzatore della spedizione, di avere a bordo un gentleman di compagnia, ad esempio un naturalista che raccogliesse reperti ed osservazioni sulle terre sconosciute che si apprestavano a visitare. Fu così interpellato John Stevens Henslow, che dopo il rifiuto di Leonard Jenyns propose Darwin, allora ventiduenne. La scelta cadde sul giovane naturalista, nonostante Fitzroy fosse inizialmente contrario. I suoi tratti del volto indicavano infatti, secondo il capitano, adepto della frenologia, una mancanza di carattere.
Robert McCormick, come medico della nave era il naturalista ufficiale di bordo, secondo la tradizione della Marina Inglese. Tuttavia gran parte dei compiti di ricerca e collezione di reperti vennero affidati a Darwin.
Il brigantino fu riadattato e dotato delle migliori apparecchiature scientifiche e di ben 22 cronometri per le misurazioni. Il ponte fu alzato per guadagnare spazio e fu portato a sei il numero delle piccole imbarcazioni presenti sulla nave, utilizzate per le rilevazioni e per l'attracco nei moli. Fino a 77 persone fecero parte dell'equipaggio su una nave di poco più di 30 metri.
Nella fase di preparazione e a più riprese durante il viaggio ci furono contrasti tra FitzRoy e l'Ammiragliato inglese sulle spese per le attrezzature. Il capitano anticipò di tasca propria tutte le spese che riteneva necessarie per gli scopi scientifici preposti e che non venivano finanziate, tanto da giungere vicino alla rovina finanziaria.

## Scopi della spedizione
L'obiettivo principale era quello di completare l'indagine idrografica delle coste meridionali del Sud America, iniziata dalla spedizione precedente, per realizzare carte nautiche a scopi militari e commerciali, e fare rilevazioni delle colline così come viste dal mare, con relative misurazioni altimetriche. In particolare, era da verificare la longitudine di Rio de Janeiro, che costituiva un punto dal quale venivano misurate tutte le distanze in Sud America. Il dato precedentemente ottenuto era dubbio a causa di discrepanze nelle misurazioni, ed era da ricontrollare utilizzando cronometri calibrati e verificati costantemente con osservazioni astronomiche ripetute. Inoltre erano da registrare costantemente le maree e le condizioni meteorologiche.
L'HMS Beagle fu resa celebre principalmente dal viaggio di Charles Darwin, ma ha avuto un ruolo di primo piano nello sviluppo delle moderne scienze meteorologiche, idrografiche e cartografiche.
Secondariamente, la spedizione doveva rilevare ed esplorare le insenature delle isole Falkland e, se la stagione lo avesse permesso, le isole Galápagos. Il Beagle doveva quindi raggiungere Tahiti e poi Port Jackson, in Australia, che costituivano punti conosciuti adatti a verificare i cronometri. Un ulteriore obiettivo era compiere un'indagine geologica ed un'analisi dei flussi delle maree di un atollo corallino circolare nell'Oceano Pacifico.
I tre Fuegini prelevati durante il primo viaggio sarebbero stati riportati nella Terra del Fuoco assieme al missionario Richard Matthews.

## Il viaggio
Il Beagle sarebbe dovuto originariamente salpare il 24 ottobre 1831, ma a causa di ritardi nei preparativi la partenza fu posticipata a dicembre. Tentò di salpare il 10 dicembre, ma incappò in una tempesta. Finalmente, il 27 dicembre alle 14:00 la Beagle lasciò il porto di Plymouth per quella che sarebbe diventata una spedizione scientifica rivoluzionaria.
La nave si recò a Madera, senza fermarsi, per confermare la posizione. Quindi proseguì per Tenerife, ma temendo l'epidemia di colera in Inghilterra le autorità locali vietarono lo sbarco. Così la prima sosta fu all'isola vulcanica di Santiago nelle isole Capo Verde. Qui comincia il racconto del diario di Darwin. Mentre venivano svolte le misurazioni per verificare la precisione della longitudine, egli girovagò per la costa rimanendo affascinato dal paesaggio esotico. La geologia dell'isola risultò estremamente interessante per Darwin; una striscia bianca orizzontale di alcuni chilometri sulle scogliere, composta da materia calcarea di conchiglie, ricoperta da basalto, conferma per Darwin la tesi di Charles Lyell del graduale abbassamento o rialzamento della crosta terrestre in tempi non storici.
Dopo brevi soste nelle isole San Paolo e Fernando de Noronha arrivarono a Bahia (Salvador), in Brasile, il 29 febbraio. Darwin descrive a lungo lo splendore della foresta tropicale. Ebbe qui luogo una accesa discussione tra Darwin, che criticò le giustificazioni di FitzRoy allo schiavismo. FitzRoy decise addirittura di estromettere il naturalista dalla spedizione, ma dopo poche ore tornò sui suoi passi.
La nave quindi ripartì il 18 marzo ed arrivò a Rio de Janeiro il 4 aprile. L'abbandono della nave da parte del medico McCormick portò ad un'attribuzione semi-ufficiale della posizione di naturalista a Darwin.

### Ricognizioni in Sud America
Nel periodo in cui il Beagle eseguì le operazioni di rilevazione lungo le coste sud del subcontinente americano, con ripetuti viaggi nella stessa area sulle medesime rotte, Darwin approfittò per trascorrere quasi tutto il tempo in spedizioni sulla terraferma, viaggiando spesso parallelamente alla nave, che incontrava nei vari porti, nei quali l'equipaggio riceveva la posta e le note ed i reperti del naturalista erano inviati in Inghilterra.
Con il Beagle ormeggiato a Bahía Blanca, Darwin e FitzRoy, il 22 settembre 1832 rinvennero ossa fossili di giganteschi mammiferi estinti, a 16 km lungo la baia nella spiaggia di Punta Alta, in stratificazioni che suggerirono a Darwin aver sepolto i resti con prolungati depositi delle maree piuttosto che in seguito ad una catastrofe. Darwin tornò con Covington per prolungare gli scavi, e trovò un enorme teschio che gli sembrò simile a quello del rinoceronte africano. Inizialmente, pensò che i frammenti di armatura ossea provenissero da un armadillo gigante, analogo ai piccoli presenti nella zona. Quando però utilizzò il "Dizionario classico" di Bory de Saint-Vincent per identificare una mascella ed un dente considerò la possibilità che si trattasse di un Megatherium. L'unico esemplare di resti di questa specie era nella collezione reale di Madrid e la descrizione di Cuvier suggeriva erroneamente che queste creature avessero un'armatura ossea. Ciò portò Darwin a pensare che l'armatura ritrovata appartenesse al Megatherium.
Darwin fece lunghe escursioni nell'entroterra con guide locali. In Patagonia cavalcò per parecchi giorni con i gauchos e rimase affascinato del loro uso delle bolas per atterrare gli animali.
In novembre a Montevideo ricevette per posta una copia dei Principles of Geology di Lyell, che propongono una variante del creazionismo che prende in considerazione l'idea dei cambiamenti graduali, con le specie che hanno un centro di creazione ed un habitat predestinato, e possono estinguersi se quest'ultimo scompare.

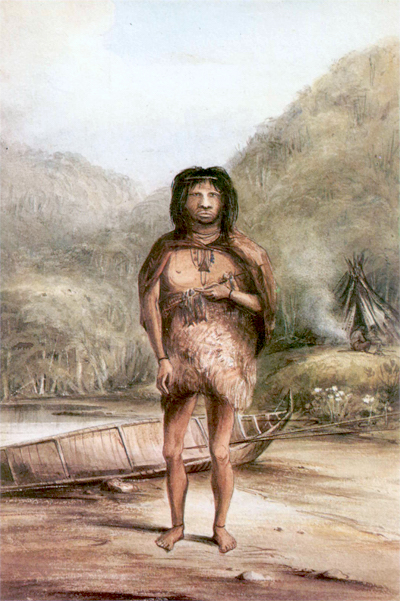
Una rappresentazione dei Fuegini della Terra del Fuoco

Arrivarono il 17 dicembre in Terra del Fuoco e Darwin fu colpito dai comportamenti particolarmente "selvaggi" dei nativi Fuegini, in contrapposizione a quello dei tre che erano a bordo, "civilizzati" negli anni trascorsi in Inghilterra. I tre, a cui erano stati dati i nomi York Minster, Fuegia Basket e Jemmy Button, sarebbero stati lasciati presso i loro parenti assieme ad un missionario. Lo studioso descrisse l'incontro con gli indigeni come «...lo spettacolo più curioso al quale ha mai assistito». La differenza tra l'uomo civilizzato e quello selvaggio «...è maggiore di quella tra gli animali addomesticati e quelli selvatici, grazie alla maggior capacità di miglioramento dell'uomo». Invece, per lui Jemmy era meraviglioso e pieno di buone qualità. Questo confronto sarà utilizzato come esempio da Darwin quattro decadi dopo nel libro L'origine dell'Uomo e la selezione sessuale per spiegare come l'uomo sia evoluto da uno stato primitivo.
Nell'isola "Buttons Land" il 23 gennaio 1833 costruirono una missione, con capanne, orti e scorte, ma quando tornarono alcuni giorni dopo tutto era stato preso dai nativi e diviso in parti uguali. Il missionario Matthews gettò la spugna e risalì sulla nave, lasciando solo i tre Fuegini.
Il Beagle arrivò alle Isole Falkland immediatamente dopo l'invasione del 1833. Darwin studiò la relazione tra le specie viventi sulle isole ed il loro habitat e trovò alcuni antichi fossili simili ad altri che aveva trovato in Galles. Fitzroy comprò una goletta per coadiuvare alcune operazioni di ricognizione e poi tornarono in Patagonia dove venne a questa rifatto il fondo di rame e fu rinominata HMS Adventure. Darwin era aiutato nelle sue ricerche da un giovane dell'equipaggio, Syms Covington, e con il permesso del capitano FitzRoy decise di assumerlo a tempo pieno come assistente.
Le due navi fecero rotta verso il Río Negro in Argentina dove Darwin lasciò il Beagle per un'altra escursione nell'entroterra assieme ai gauchos. Il 13 agosto 1833 incontrò il generale Juan Manuel de Rosas, che stava guidando una spedizione punitiva contro i nativi "indiani", ed ottenne da questi un salvacondotto per l'area. A Bahia Blanca, aspettando il Beagle, tornò a Punta Alta e trovò i resti di un altro megatherium. In questo caso lo scheletro è ancora intoccato nel sito, in strati di sedimenti contenenti anche conchiglie "moderne", che dimostrano per Darwin come il clima non sia cambiato troppo dall'estinzione dei mammiferi, e senza segni di una grande inondazione. Altre spedizioni dovettero essere interrotte quando Darwin cominciò a sentirsi male e quando scoppiarono poi moti di rivolta di ribelli alleati di Rosas che bloccarono Buenos Aires, ma grazie al salvacondotto che gli era stato concesso riuscì assieme a Covington ad arrivare all'imbarco per lasciare la città. Così ritrovarono il Beagle a Montevideo. Visto che le rilevazioni nautiche erano ancora in corso Darwin affrontò altri 600 km a cavallo, passando per Mercedes (Buenos Aires) vicino al fiume Uruguay. Il 22 novembre il naturalista venne a conoscenza dalle sue guide delle cosiddette "ossa dei giganti" presenti in una fattoria e comprò per 18 pence un teschio fossile di ippopotamo. Questo sarebbe stato il primo fossile identificato da Richard Owen, un capibara gigante estinto, chiamato da Owen Toxodon.
Tornato al Beagle, Darwin conobbe Conrad Martens, l'artista di bordo che aveva nel frattempo sostituito Augustus Earle a causa di problemi di salute. Navigarono verso sud e gettarono l'ancora a Port Désiré (oggi Puerto Deseado) il 23 dicembre. Qui Martens uccise un uccello simile a uno struzzo, che venne mangiato prima che Darwin realizzasse che si trattava di una specie più piccola e rara della quale gli avevano parlato. Con i resti che riuscì comunque ad inviare in Inghilterra fu però ricostruito un esemplare ed alla specie venne dato il nome "Nandù di Darwin". Nel gennaio 1834, 180  km più a sud, raggiunsero Port St Julian e studiando la geologia della Patagonia nei dirupi vicino alla baia Darwin darwin trovò fossili di alcuni «...grandi animali, probabilmente mastodonti». Il 26 gennaio entrarono nello stretto di Magellano e nella St. Gregory's Bay incontrarono dei "semi-civilizzati giganti", alti altre 1 metro e 80 e definiti da Darwin "eccellenti naturalisti pratici", che gli spiegarono che gli struzzi della specie più piccola erano gli unici presenti nell'estremo sud.
Dopo ulteriori rilevazioni nella Terra del Fuoco tornarono il 5 marzo 1834 a visitare i Fuegini alla missione, ma trovarono la capanna deserta. Arrivarono delle canoe e su di esse vie era anche Jemmy, che era tornato alla vita dei nativi ed aveva preso moglie; egli salì a bordo, cenò utilizzando correttamente le posate e parlando inglese come lo aveva imparato. Disse però di aver deciso di non tornare con loro in Inghilterra e di essere felice nella nuova vita.
La spedizione fece ritorno alle Isole Falkland il 16 marzo, dove poco prima c'era stata una rivolta di gauchos ed indiani nella quale avevano perso la vita parecchi inglesi, e contribuì a ristabilire l'ordine. Darwin ricevette notizia da Henslow dell'importanza che era stata attribuita a Cambridge ai reperti che aveva inviato, di come i più importanti scienziati ne stessero discutendo e della fama che ne derivava per il giovane naturalista.
Il Beagle tornò nella Patagonia meridionale ed il 19 aprile una spedizione comprendente FitzRoy e Darwin partì per risalire per quanto possibile con tre barche il Rio Santa Cruz nella provincia di Santa Cruz, con la partecipazione di tutti in turni per tirare le barche ove era impossibile veleggiare controcorrente. Il fiume si insinua attraverso alcune alture formando spianate ricoperte da conchiglie e ciottoli, e Darwin discusse con FitzRoy la sua interpretazione che vedeva questi terrapieni formati da depositi graduali, come descritto dalle teorie di Lyell. Arrivarono alle Ande ma dovettero tornare indietro, con l'insoddisfazione per l'inutilità della risalita di tutto l'equipaggio tranne che per Darwin, soddisfatto delle osservazioni geologiche.

### Costa occidentale del Sud-America
Una volta attraversato lo Stretto di Magellano il Beagle, prima di fare rotta verso nord lungo la costa occidentale, si recò il 12 luglio 1834 all'isola di Chiloé e nel piovoso e verdeggiante Arcipelago dei Chonos. Quindi iniziò le rilevazioni della sponda ovest dell'America Latina, che durarono sei mesi. 
Il 23 luglio fu gettata l'ancora a Valparaíso. Darwin comprò alcuni cavalli ed assieme ad una guida si apprestò ad una prima lunga escursione nelle Ande. Visitò alcune miniere di rame e compì le prime osservazioni geologiche sulle formazioni vulcaniche della cordigliera. Tornato il 27 settembre a Valparaíso fu vittima di una influenza che lo costrinse per oltre un mese a letto. È possibile che abbia qui contratto la malattia di Chagas, e questa abbia causato i problemi di salute che lo accompagnarono durante il viaggio, ma questa diagnosi è oggetto di discussione tra gli storici.
L'equipaggio venne a sapere che l'Ammiragliato aveva contestato a FitzRoy l'acquisto dell'Adventure senza aver chiesto loro il permesso. Il capitano la prese molto male, vendette la barca, annunciò le dimissioni ed incaricò il luogotenente di portare a termine le rilevazioni nell'area per poi far ritorno immediatamente in Inghilterra, ma fu persuaso dagli ufficiali a ritirarle e procedere nella spedizione. L'artista Conrad Martens lasciò la nave e si imbarcò per l'Australia.
Dopo aver atteso Darwin il Beagle salpò l'11 novembre per esplorare l'arcipelago dei Chonos. Si fermarono nelle città povere e semideserte delle isole, costantemente immerse in un clima piovoso. Quando vicino all'isola di Caucahué il cielo si fece terso per l'eruzione del vulcano Osorno nelle Ande. Dopo altre soste nelle isole vicine navigarono verso nord fino al porto di Valdivia il 20 febbraio 1835. Qui ebbero quella che Darwin definì la più incredibile esperienza fino a quel momento: un fortissimo terremoto che distrusse la città. 320 km più a nord a Concepción trovarono la città devastata dalle scosse sismiche e soprattutto da un'onda marina alta fino a sette metri, che distrusse perfino la cattedrale. Darwin notò come i mitili sulle rocce si trovassero ora oltre 2 metri e mezzo sopra il livello più alto della marea. Ciò provava per il naturalista che eventi di questo tipo comportavano un innalzamento (o in altri casi abbassamento) della superficie della terra, in accordo con la graduale emersione dagli oceani delle terre come teorizzata da Lyell. Inoltre il terrazzamento del terreno di quelle valli portò l'inglese a ritenere che diversi accadimenti sismici avessero portato a progressivi innalzamenti della superficie terrestre, originando ognuno di essi un nuovo terrazzo naturale.
Darwin organizzò una seconda spedizione sulle Ande, con l'obiettivo di attraversarle fino a tornare nella Pampa e ritorno. Acquistò dieci muli e prese come guida Mariano Gonzales, che l'avrebbe accompagnato a lungo nei suoi viaggi in Cile e Bolivia. Partì il 18 marzo, affrontò la scalata del Passo Portillo  ad oltre 4000 m con condizioni climatiche abbastanza favorevoli e quindi discese il versante orientale delle Ande, fino alla città di Mendoza. Il naturalista notò come la catena montuosa separasse nettamente le tipologie di flora e fauna dei due versanti dell'America del Sud come farebbe un oceano. Tornando per un passo andino differente Darwin si entusiasmò per la scoperta di alcuni alberi pietrificati fossili. Le rocce di cui erano fatte quelle montagne erano state prodotte da fuoriuscite di lava in ambiente marino. Il fatto che si trovassero ad oltre 2000 m di altitudine e più di 400 km dal mare lo portò ad interrogarsi nuovamente sull'enormità del periodo storico nel quale un tale spostamento doveva essere avvenuto. Tornando a Valparaíso con un mulo carico di reperti scrisse al padre che le sue scoperte se accettate sarebbero state cruciali per la teoria della formazione del mondo. Giunto a Santiago il 10 aprile reincontrò il Beagle a Valparaíso e, siccome le rilevazioni nell'area non erano ancora terminate partì per una terza ed ultima spedizione andina. Questa volta viaggiò verso nord, prima Lima poi nell'entroterra boliviano. La flora e la fauna erano via via più scarsi inoltrandosi nei desertici altopiani andini, e Darwin rivolse la propria attenzione principalmente alla geologia, esaminando numerose miniere di rame ed argento ed osservando costantemente la composizione delle rocce. La scoperta di resti di insediamenti indiani in aree divenute assolutamente invivibili per la siccità lo portarono ad interrogarsi sulla possibile grandissima antichità dei popoli precolombiani.
Nel mentre il Beagle aveva proseguito le ricerche ed era poi stato portato a Herradura Cove dove era stato riparato e ritinteggiato. L'HMS Adventure era intanto naufragato lungo la costa cilena e FitzRoy prese il comando dell'HMS Blonde per recuperare l'equipaggio, quindi tornò a Concepción, ove ritrovò il Beagle e Darwin. La nave salpò e giunse al Callao nei pressi di Lima, ma a causa di un'insurrezione in corso nell'area non fu possibile muoversi verso l'entroterra. Qui Darwin stava scrivendo i suoi appunti quando si rese conto che l'opinione di Lyell secondo cui gli atolli corallini si trovavano sulle bocche dei vulcani non più in attività era meno plausibile del progressivo abbassamento del vulcano sul quale mano a mano cresceva a livello dell'acqua il corallo formando la barriera che diviene un atollo mano a mano che il vulcano scompare. Avrebbe verificato tale teoria quando sarebbero stati su tali isole.

### Isole Galápagos
Le isole Galápagos vennero raggiunte il 15 settembre 1835. Nelle settimane seguenti furono compiute dal Beagle e dalle altre imbarcazioni rilevazioni attorno a tutte le isole dell'arcipelago. Soste e esplorazioni sulla terraferma furono compiute alle isole Chatham, Charles (dov'erano esiliati 250 prigionieri politici della Repubblica dell'Ecuador), Albermarle e James (quest'ultima senza FitzRoy). La nave fece rifornimento di acqua dalle sorgenti delle isole e di tartarughe giganti. Queste erano molto apprezzate dalle navi europee per il buon sapore e per il fatto che si potevano trasportare vive per mesi senza cibo né acqua. Già allora Darwin segnalava come il numero di esemplari fosse drasticamente calato dalla scoperta delle isole a causa della predazioni.
Darwin si interroga sulle origini delle specie organiche presenti sull'isola, valutando come sia dal Sud America che dall'Oceania dovevano aver attraversato il mare semi ed uccelli, e nel diario avanza timide considerazioni sul come siano gli esemplari lì presenti più "adatti" alle condizioni ambientali locali rispetto ai parenti continentali. Raccoglie campioni di quasi tutte le varietà vegetali ed animali presenti sulle isole, e si interessa particolarmente delle tartarughe (14 sotto-specie sono presenti sulle isole) e dei fringuelli (13 varietà). Gli abitanti locali, abituati a riconoscere le varietà da piccole differenze gli segnalarono la correlazione tra varietà e singole isole, ma Darwin solo riorganizzando successivamente il materiale si ricorderà di ciò e si renderà conto dell'appartenenza di ogni sotto-specie di tartarughe, fringuelli ed altri animali ad una determinata isola, oppure ad un gruppo di queste. Il brigantino lasciò le isole il 20 ottobre.

### Da Tahiti all'Australia
Il 9 novembre la nave arrivò alle Isole della Società, che non risultarono di grande interesse per Darwin, al di là delle spiagge bianche e delle palme. A Tahiti il naturalista fu colpito dalla vegetazione lussureggiante e dall'"intelligenza" dei nativi, che avevano secondo lui introiettato i valori cristiani e la "civiltà", e scrisse di rifiutare l'opinione di alcuni che sostenevano che i missionari avevano stabilito un ordine tirannico imponendosi con la forza agli indigeni.
Il 19 dicembre giunsero in Nuova Zelanda. A Darwin sembrò che i tatuati Maori si mantenessero più selvaggi rispetto agli ordinati tahitiani. Si emozionò però alla vista di una fattoria di missionari dove lavoravano nativi che poteva sembrare una produttiva ed organizzata fattoria inglese. Il missionario che era a bordo del Beagle, Richard Matthews, rimase qui con il fratello Joseph Matthews, missionario a Kaitaia.
La nave avvistò l'Australia il 12 gennaio 1836. La vista ricordava la Patagonia, ma dopo essersi addentrati nel continente l'aspetto era più accogliente e Darwin si riempì d'orgoglio alla vista di Sydney. In un viaggio nell'entroterra incontrò un gruppo di aborigeni, che nonostante fossero "selvaggi" gli parvero intelligenti e comunque un gradino sopra i Fuegini, a dispetto della fama di "creature degradate" che li accompagnava, e rifletté sulla rapida diminuzione del loro numero. Partecipò ad una battuta di caccia ed esaminò per la prima volta un marsupiale, un topo-canguro (Potoroidae), rimanendo colpito dalla stranezza di tale specie. Gli fu inoltre mostrato l'ancor più strano ornitorinco e fu sorpreso della morbidezza della pelle, a differenza degli esemplari nei musei, e venne a sapere che i coloni ritenevano che covasse le uova come i rettili, questione oggetto di controversia in Inghilterra. Sempre in Australia la nave giunse a Hobart, Van Diemens Land e King George's Sound nel sud-ovest dell'isola. Qui Darwin assisté ad una danza aborigena, una "barbara scena" in cui "tutti si muovevano in una sinistra armonia", ma apprezzò l'"alto spirito" di tale popolo. La partenza fu rinviata a causa di una tempesta e qualche giorno dopo la nave lasciò l'isola.
Nelle tappe di Tahiti, Nuova Zelanda ed Australia il resoconto di Darwin da molto meno spazio rispetto alle tappe precedenti alle considerazioni geologiche, botaniche e zoologiche a favore di lunghe divagazioni sulla condizione degli abitanti e sulle questioni politiche che le interessavano.

### Dalle Isole Keeling a fine viaggio
All'arrivo alle Isole Keeling nell'Oceano Indiano il 1º aprile Darwin trovò un'economia basata sulle noci di cocco, fondamentali sia per gli abitanti che per gli animali presenti. Esplorarono gli atolli corallini e i rilevamenti dei fondali compiuti da FitzRoy diedero risultati compatibili con le ipotesi sulla loro formazione elaborate da Darwin a Lima. Secondo tale teoria gli atolli si erano formati in seguito al progressivo sprofondamento di vulcani e alla contemporanea complementare formazione di fasce di coralli poco sotto la superficie dell'acqua.
Darwin fu nuovamente vittima dei problemi di salute durante il viaggio verso le isole Mauritius, sulle quali compì un giro nell'entroterra, in parte su un elefante, e rimase colpito dalla civilizzazione francese.
Il Beagle raggiunse il Capo di Buona Speranza il 31 maggio. A Città del Capo Darwin ricevette notizia dalla sorella della stampa e distribuzione privata di dieci sue lettere sulla geologia sudamericana da parte di Henslow, e della reputazione che glien'era derivata in Inghilterra. Qui Darwin e FitzRoy fecero visita al famoso astronomo Sir John Herschel, che stava compiendo osservazioni e si interessava anche della geologia della regione, mantenendo una corrispondenza con Lyell sul tema della formazione dei continenti e sul come nuove specie di vita erano giunte, e si trattennero a parlare con lui di questi argomenti. A Città del Capo fu chiesto a FitzRoy di contribuire con un pezzo al South African Christian Recorder e quando ripresero il mare scrisse una lettera aperta sulla "Condizione morale di Tahiti" includendo alcune parti del diario di Darwin e difendendo l'operato dei missionari. Il testo venne consegnato ad una nave di passaggio e divenne il primo lavoro di FitzRoy e Darwin pubblicato.
A più riprese da questo momento ad agosto, mentre riorganizzava le sue note, Darwin scrisse nelle sue "Note Ornitologiche" del "Tordo Beffeggiatore" delle Galápagos (Mimus thenca):
Il naturalista aggiunse in un secondo momento nell'ultima frase di questo paragrafo la parola "would" prima di "undermine", per rendere più cauto il concetto, che viene riconosciuto come la prima espressione dei suoi dubbi sull'immutabilità delle specie. Mentre i suoi sospetti riguardo alle isole Falkland si rivelarono infondati, la differenza tra le tartarughe delle Galápagos delle varie isole rimase cruciale, e al suo ritorno John Gould informò Darwin che i tordi non erano solo varietà diverse, ma differenti specie. L'idea che le varietà siano nuove potenziali specie incipienti sarebbe stata fondamentale per l'evoluzione del pensiero di Darwin.
L'8 luglio la nave si fermò a Sant'Elena per sei giorni. Darwin notò la prevalenza di piante importate dall'Inghilterra ed esaminò uno strato di conchiglie fossili poste a 600 metri sul livello del mare, che erano state indicate come prova del fatto che l'isola era emersa in tempi recenti, ma Darwin non convenne con tale ipotesi in quanto identificò tali conchiglie come appartenenti ad una specie antica ed estinta.
Il Beagle raggiunse l'isola di Ascensione il 19 luglio mentre era in corso un'eruzione del vulcano, visibile da grande distanza. Il 23 luglio ripartirono, con grande ansia di tornare a casa per gran parte dell'equipaggio, ma FitzRoy decise di verificare l'accuratezza delle sue misurazioni della longitudine portando nuovamente la nave al di là dell'Atlantico a Bahia in Brasile. Darwin colse l'occasione per visitare nuovamente per qualche giorno la foresta tropicale, e poi la ripartenza fu ritardata di altri 11 giorni a causa di avverse condizioni climatiche. La nave ripartì verso casa il 17 agosto e, dopo aver attraversato una tempesta ed aver fatto tappa alle Isole Azzorre per rifornimenti, giunse a Falmouth in Cornovaglia (Inghilterra) il 2 ottobre 1836.

## Ritorno

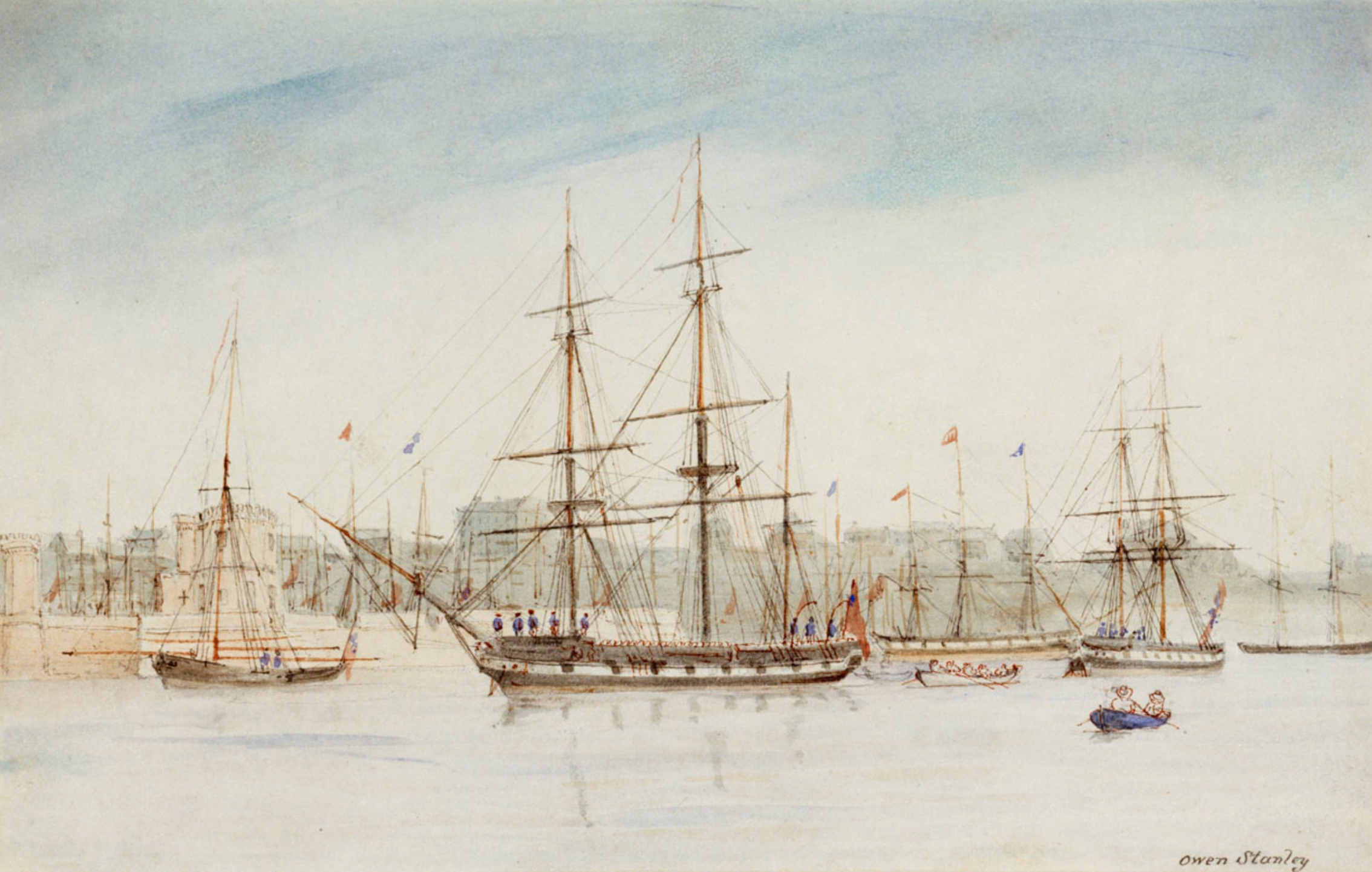
Nel 1837 il HMS Beagle partì per un altro viaggio in Australia, rappresentato qui in un acquerello del 1841 di Owen Stanley.

Al ritorno Darwin si affrettò a condurre la propria carrozza alla propria città natale Shrewsbury (Shropshire), giungendo nella tarda notte del 4 ottobre a casa. Darwin riportò di essersi diretto subito a letto e di aver salutato la famiglia solo l'indomani. Dopo dieci giorni si recò a Cambridge e chiese consigli a Henslow sulle modalità di organizzare le descrizioni e catalogare le collezioni.
Il padre di Darwin lo autorizzò a metter da parte le altre opzioni di carriera e, con la celebrità derivatagli dai suoi fossili e dalla pubblicazione delle sue lettere da parte di Henslow, fece il giro delle istituzioni di Londra. Da quel momento era parte dell'establishment scientifico, collaborando con naturalisti esperti alla descrizione dei suoi reperti, e lavorando all'affinamento delle idee che aveva sviluppato durante il viaggio. Charles Lyell gli rispose con feedback entusiastici. Nel dicembre 1836, Darwin presentò un discorso alla Cambridge Philosophical Society. Scrisse una relazione nella quale dimostrava che il Cile ed il continente Sudamericano si stava lentamente innalzando, che poi lesse alla Geological Society of London il 4 gennaio 1837.
Syms Covington rimase con Darwin come servitù fino a poco dopo il matrimonio del naturalista nel gennaio 1837, quando migrò in Australia.
Darwin nel 1839 pubblicò poi il resoconto delle sue esperienze, Viaggio di un naturalista intorno al mondo.